# Matoller cuafilós
El matoller cuafilós (Bradypterus brunneus) és una espècie d'ocell de la família dels locustèl·lids (Locustellidae). És endèmic de les selves de l'interior de Madagascar. Habita els boscos tropicals i subtropicals de frondoses humits de les terres baixes i de l'estatge montà. El seu estat de conservació es considera de risc mínim, tot i que s'estima que pugui estar amenaçat per la pèrdua d'hàbitat.